# ناتان آرنولد
ناتان آرنولد (انگلیسی: Nathan Arnold؛ زادهٔ ۲۶ ژوئیهٔ ۱۹۸۷) بازیکن فوتبال اهل بریتانیا است.
از باشگاه‌هایی که در آن بازی کرده‌است می‌توان به باشگاه فوتبال کمبریج یونایتد، باشگاه فوتبال منزفیلد تاون، باشگاه فوتبال هاید، باشگاه فوتبال آلفرتون تاون، و باشگاه فوتبال گریمزبی تاون اشاره کرد.
وی همچنین در تیم ملی فوتبال England C بازی کرده‌است.